# Bucket-Fundament
Ein Bucket-Fundament (engl. für Eimer) ist eine Gründungsart für Offshore-Konstruktionen auf Sedimentböden (Sand und Ton). Es besteht aus einem nach unten geöffneten Stahlzylinder, der auf den Meeresboden gesetzt und ausgepumpt wird. Die auflastende Wassersäule presst das Fundament in den Meeresboden. Dafür sind Wassertiefen ab 20 Meter ausreichend. Bucket-Fundamente sind leise und schnell zu installieren und lassen sich mittels Überdruck auch wieder entfernen. Buckets sind viel kürzer als Pfähle und größer im Durchmesser, damit das Einpressen gelingt. Daher sind sie ungeeignet für Standorte mit mobilem Sand. Unterschieden werden Mono- und Multi-Bucket-Fundamente sowie Bucket-Verankerungen.

## Anwendung für Windenergieanlagen
Bucket-Fundamente wurden von der im Jahre 2001 gegründeten dänischen Firma Marine Business Development (MBD) Offshore Power in die Windenergie-Industrie eingeführt. Diese Firma, jetzt Universal Foundation, setzt auf Mono-Bucket-Fundamente. Erstmals wurde 2002 eine Vestas V90 (3 MW) auf einem derartigen Fundament beim Hafen von Frederikshavn an der Nordspitze Jütlands errichtet.
Im Offshore-Windpark (OWP) Borkum Riffgrund 1 steht seit August 2016 eine Siemens SWT-4.0-120 auf einem Jacket mit drei Suction-Buckets, die bei der Installation individuell gesteuert ausgepumpt wurden. Damit lässt sich sicherer die vertikale Ausrichtung garantieren. Erstmals für Generatoren aktueller Größe und in größerer Stückzahl wurden solche Bucket-Jacket-Fundamente 2018 installiert, elf Mal 8,8 MW im Aberdeen OWP und zwanzig mal 8 MW im OWP Borkum Riffgrund 2, in beiden Projekten in 23 bis 29 m Wassertiefe. In bisher größter Tiefe, bis 55 m, werden die Bucket-Jacket-Fundamente für die 114 mal 9,5 MW im OWP Seagreen installiert. Das Fraunhofer-Institut für Windenergiesysteme koordiniert zurzeit[veraltet] das BMWI-geförderte Projekt ProBucket, um Bemessungsgrundlagen für Multi-Bucket-Fundamente zu verbessern.
Zwei der 33 Windenergieanlagen im Offshore-Windpark Deutsche Bucht sollten auf Mono-Bucket-Fundamente gesetzt werden. Bei der Installation traten jedoch schwerwiegende technische Probleme auf, die zum endgültigen Abbruch führten. Der Jahresbericht des Haupteigentümers des Windparks, Northland Power, weist in dem Zusammenhang eine Zahlung der Versicherung von 22 Mio. CAD aus.